# João Soares (tennis)
Pour les articles homonymes, voir João Soares.
João Soares, né le 25 avril 1951 à Limeira, est un ancien joueur de tennis brésilien.

## Palmarès

### Titres en double (3)
| No | Date       | Nom et lieu du tournoi                    | Catégorie | Dotation  | Surface         | Partenaire      | Finalistes                 | Score         |  |
| -- | ---------- | ----------------------------------------- | --------- | --------- | --------------- | --------------- | -------------------------- | ------------- |  |
| 1  | 16-11-1981 | South American Championships Buenos Aires |           | 175 000 $ | Terre (ext.)    | Marcos Hocevar  | Álvaro Fillol Jaime Fillol | 7-6, 6-7, 6-4 |  |
| 2  | 22-11-1982 | Tournoi de Bahia Bahia                    |           | 75 000 $  | Moquette (int.) | Givaldo Barbosa | Thomaz Koch Jose Schmidt   | 7-6, 2-1, ab. |  |
| 3  | 21-11-1983 | Tournoi de Bahia Bahia                    |           | 75 000 $  | Moquette (int.) | Givaldo Barbosa | Ricardo Cano Thomaz Koch   | NC            |  |

### Finales en double (4)
| No | Date       | Nom et lieu du tournoi                    | Catégorie | Dotation  | Surface      | Vainqueurs                       | Partenaire      | Score         |  |
| -- | ---------- | ----------------------------------------- | --------- | --------- | ------------ | -------------------------------- | --------------- | ------------- |  |
| 1  | 19-11-1979 | South American Championships Buenos Aires |           | 175 000 $ | Terre (ext.) | Tomáš Šmíd Sherwood Stewart      | Marcos Hocevar  | 6-1, 7-5      |  |
| 2  | 24-11-1980 | Chilean Open Santiago                     |           | 50 000 $  | Terre (ext.) | Belus Prajoux Ricardo Ycaza      | Carlos Kirmayr  | 4-6, 7-6, 6-4 |  |
| 3  | 09-07-1984 | Suisse Open Gstaad                        |           | 100 000 $ | Terre (ext.) | Heinz Günthardt Markus Günthardt | Givaldo Barbosa | 6-4, 3-6, 7-6 |  |
| 4  | 09-09-1985 | MercedesCup Stuttgart                     |           | 100 000 $ | Terre (ext.) | Ivan Lendl Tomáš Šmíd            | Andy Kohlberg   | 3-6, 6-4, 6-2 |  |